# Šajini
Šajini is een plaats in de gemeente Barban in de Kroatische provincie Istrië. De plaats telt 177 inwoners (2001).